# Adolfo Tortolo
Adolfo Servando Tortolo (Nueve de Julio, 10 de noviembre de 1911 - Buenos Aires, 1 de abril de 1986) fue un sacerdote católico argentino, que fue obispo de Catamarca, vicario castrense, arzobispo de Paraná y presidente de la Conferencia Episcopal Argentina.

## Biografía
Estudió en el Seminario de La Plata, y fue ordenado sacerdote en 1934. Celebró su primera misa en la Iglesia Parroquial de su ciudad natal. Sus primeros destinos fueron las parroquias de Chacabuco y Junín. Posteriormente fue vicario general de la diócesis de Mercedes.
Ligado a la Acción Católica, fue nombrado Prelado Doméstico de Su Santidad.
El 9 de junio de 1956 fue nombrado obispo titular in partibus infidelium de Ceciri y obispo auxiliar de Paraná por el papa Pío XII. Fue consagrado obispo por monseñor Zenobio Guilland en la Basílica de Luján el 12 de agosto de ese año. El 11 de febrero de 1960 fue nombrado obispo de Catamarca.
El 6 de septiembre de 1962 fue nombrado arzobispo de Paraná, tomando posesión del cargo el 5 de enero siguiente. Recorrió varias veces la totalidad de su arquidiócesis, visitando todas las parroquias de la misma. Participó de las cuatro sesiones del Concilio Vaticano II, en el que tuvo algunas intervenciones escritas y orales.
Sus cartas pastorales lo retratan como un obispo conservador en la doctrina y la organización del clero. Apoyó el crecimiento en la Argentina del Opus Dei, a cuyo fundador admiraba públicamente.
En 1970 fue elegido presidente de la Conferencia Episcopal Argentina, como sucesor de monseñor Antonio Caggiano, cargo que ocupó hasta el año 1976. Creó la revista Mikael, órgano de expresión del Seminario de Paraná, del cual era rector el mismo arzobispo, y dedicada especialmente a temas educativos desde la óptica del nacionalismo de derechas. En la misma se defendían posturas sumamente conservadoras, rechazando toda forma de participación estudiantil en la organización de las universidades, se atacaban las teorías evolucionistas, y se acusaba a las universidades públicas de estar infiltradas por el marxismo.
En julio de 1975 fue nombrado vicario general castrense de las Fuerzas Armadas por el papa Pablo VI. Tuvo una excelente relación con la oficialidad de las Fuerzas Armadas; impulsó la identificación de las ideas de patria, fuerzas armadas y catolicismo y recorrió numerosas guarniciones militares. Tuvo una actuación destacada en agosto de 1975, cuando se entrevistó con la presidenta María Estela Martínez de Perón, que había decidido renunciar al cargo; durante la entrevista —pedida por la presidenta— la convenció de no renunciar y en cambio solicitar una licencia, durante la cual ejercería la presidencia Ítalo Luder, presidente provisional del Senado.
En diciembre de 1975 anunciaba un próximo golpe de Estado al que calificó como «un proceso de purificación». Pocos días más tarde, a pedido del teniente general Videla, volvió a entrevistarse con la presidenta, a quien exigió la renuncia. El mismo 24 de marzo de 1976, horas después del último golpe de Estado exitoso en el país, se reunió con los comandantes que acababan de derrocar al gobierno constitucional, Videla, Massera y Agosti. En los días siguientes, la Conferencia Episcopal presidida por Tortolo emitió un comunicado en que condenaba genéricamente los crímenes políticos como la tortura y el asesinato, sin detallar en absoluto que la dictadura ya había comenzado a aplicar un proceso sistemático de asesinatos y desaparición de personas. En varias oportunidades estuvo en el CCD Escuadrón de Comunicaciones, ubicado en el predio del Ejército Argentino en Paraná, desde donde ordenó sacar al militante de Acción Católica y de la Juventud Peronista Victorio Coco Erbetta. Tras entrevistarse con él en la sede del palacio episcopal, lo devolvió a sus captores donde fue desaparecido. Tortolo tejió una relación estrecha con el dictador J. Rafael Videla hasta convertirse en su confesor, confidente y consejero.
Cuando el país recibió una inspección de organismos de derechos humanos que lo interrogaron sobre las violaciones a los derechos humanos que se estaban produciendo, declaró no tener "pruebas fehacientes que los derechos humanos sean conculcados en nuestro país. Lo oigo, lo escucho, hay voces, pero no me consta." Según acusaciones posteriores, el Vicariato Castrense habría aportado el apoyo de cuatrocientos capellanes militares para "acompañar la lucha antisubversiva". Estos capellanes habrían colaborado para presionar psicológicamente a los detenidos ilegalmente por la dictadura y reforzar la moral de los secuestradores y torturadores. En lo personal, no recibió a casi ninguna de las personas que intentaron pedirle que intercediera por detenidos, y ordenó a sus subalternos no recibirlos.
Renunció al vicariato castrense en el año 1981, cuando comenzó a sufrir una larga enfermedad, que lo postró periódicamente por largos períodos. Falleció en Buenos Aires el 1° de abril de 1986, a los 75 años de edad. Fue enterrado en la Catedral de Paraná.